# Parlamentswahl in Finnland 1975
- SKDL: 40
- SDP: 54
- SMP: 2
- RKP: 10
- Sonst.: 2
- LKP: 9
- KESK: 39
- KOK: 35
- SKL: 9

Die Parlamentswahl in Finnland 1975 fand am 21. und 22. September 1975 statt. Es war die Wahl zum 27. finnischen Parlament.
Nach dem Rücktritt des Sozialdemokraten Kalevi Sorsa hatte Staatspräsident Urho Kekkonen Neuwahlen anordnen lassen. Großer Verlierer der Wahl war die Landpartei Finnlands (SMP), die 1970 18 Sitze erringen konnte und diese auch bei den Wahlen 1972 halten konnte. 1975 verlor sie 16 ihrer Sitze. Alle anderen Parteien mit Ausnahme der Schwedischen Volkspartei und der Sozialdemokratischen Partei, die trotzdem stärkste Kraft blieb, konnten Sitze dazugewinnen.

## Ausgangslage
Die seit 1974 herrschende Ölkrise stellte die finnische Wirtschaft auf eine Bewährungsprobe. Die Inflation und die Arbeitslosenzahl waren steigend und das Wirtschaftswachstum gering. Dem Kabinett Sorsa I folgte nach dem Rücktritt Kalevi Sorsas eine Übergangsregierung unter Ministerpräsident Keijo Liinamaa.

## Teilnehmende Parteien
Es traten 12 verschiedene Parteien zur Wahl an.
Folgende Parteien waren bereits im Parlament vertreten:
| Partei | Partei | Ausrichtung        | Spitzenkandidat     |
| ------ | --- | ------------------ | ------------------- |
|        | Sozialdemokratische Partei Finnlands Suomen Sosialidemokraattinen Puolue (SDP) Finlands Socialdemokratiska Parti                     | sozialdemokratisch | Kalevi Sorsa        |
|        | Nationale Sammlungspartei Kansallinen Kokoomus (KOK) Samlingspartiet                                                                 | konservativ        | Harri Holkeri       |
|        | Demokratische Union des Finnischen Volkes Suomen Kansan Demokraattinen Liitto (SKDL) Demokratiska Förbundet för Finlands Folk (DFFF) | sozialistisch      | Ele Alenius         |
|        | Finnische Zentrumspartei Suomen Keskusta (KESK) Centern i Finland                                                                    | sozialliberal      | Johannes Virolainen |
|        | Finnische Landpartei Suomen Maaseudun Puolue (SMP) Finlands Landsbygdsparti                                                          | zentristisch       | Veikko Vennamo      |
|        | Liberale Volkspartei Liberaalinen Kansanpuolue (LKP) Liberala Folkpartiet                                                            | liberal            | Pekka Tarjanne      |
|        | Schwedische Volkspartei Ruotsalainen Kansanpuolue (RKP) Svenska Folkpartiet (SFP)                                                    | liberal            | Carl Olof Tallgren  |
|        | Christlicher Bund Finnlands Suomen Kristillinen Liitto (SKL) Finlands Kristliga Förbund                                              | christdemokratisch | Raino Westerholm    |

## Wahlergebnis
Die Wahlbeteiligung lag bei 73,8 Prozent und damit 7,6 Prozentpunkte unter der Wahlbeteiligung bei der letzten Parlamentswahl 1972.
| Partei                      | Partei                                           | Stimmen   | Stimmen | Stimmen | Sitze  | Sitze |
| Partei                      | Partei                                           | Anzahl    | %       | +/−     | Anzahl | +/−   |
| --------------------------- | ------------------------------------------------ | --------- | ------- | ------- | ------ | ----- |
|                             | Sozialdemokratische Partei Finnlands (SDP)       | 683.590   | 24,86   | −0,92   | 54     | −1    |
|                             | Demokratische Union des Finnischen Volkes (SKDL) | 519.483   | 18,89   | +1,87   | 40     | +3    |
|                             | Nationale Sammlungspartei (KOK)                  | 505.145   | 18,37   | +0,78   | 35     | +1    |
|                             | Finnische Zentrumspartei (KESK)                  | 484.772   | 17,63   | +1,22   | 39     | +4    |
|                             | Schwedische Volkspartei (RKP)                    | 128.211   | 4,66    | −0,40   | 9      | —     |
|                             | Liberale Volkspartei (LKP)                       | 119.534   | 4,35    | −0,81   | 9      | +2    |
|                             | Finnische Landpartei (SMP)                       | 98.815    | 3,59    | −5,57   | 2      | −16   |
|                             | Christlicher Bund Finnlands (SKL)                | 90.599    | 3,29    | +0,76   | 9      | +5    |
|                             | Partei der Einheit des Finnischen Volkes (SKYP)  | 45.402    | 1,65    | +1,65   | 1      | +1    |
|                             | Konstitutionelle Volkspartei Finnlands (SPK)     | 43.344    | 1,58    | +1,58   | 1      | +1    |
|                             | Privatunternehmerpartei Finnlands (SYP)          | 11.475    | 0,42    | +0,42   | —      | —     |
|                             | Åländsk Samling*                                 | 9.482     | 0,34    | +0,04   | 1      | —     |
|                             | Sozialistische Arbeiterpartei (STP)              | 9.457     | 0,34    | +0,34   | —      | —     |
|                             | Sonstige                                         | 509       | 0,02    | +0,02   | —      | —     |
| Gesamt                      | Gesamt                                           | 2.749.818 | 100,00  |         | 200    |       |
| Gültige Stimmen             | Gültige Stimmen                                  | 2.749.818 | 99,59   |         |        |       |
| Ungültige Stimmen           | Ungültige Stimmen                                | 11.405    | 0,41    |         |        |       |
| Wahlbeteiligung             | Wahlbeteiligung                                  | 2.761.223 | 73,80   |         |        |       |
| Wahlberechtigte             | Wahlberechtigte                                  | 3.741.460 | 100,00  |         |        |       |
| Quelle:                     |                                                  |           |         |         |        |       |
| Anmerkungen: * Åland-Mandat |                                                  |           |         |         |        |       |

## Nach der Wahl
Martti Miettunen von der Zentrumspartei bildete nach der Wahl eine Große Koalition, die über eine breite Dreiviertel-Mehrheit im Parlament verfügte. Im September 1976 zerfiel die Koalition und Miettunen bildete eine Regierung ohne die linken Parteien. Die Regierung hatte jedoch nur noch 58 Mandatsträger hinter sich. Im Mai 1977 bildete Kalevi Sorsa von der Sozialdemokratischen Partei schließlich eine Regierung, der die gleichen Parteien wie der Regierung Miettunens nach der Wahl angehörten.
Übersicht der Kabinette:
1. Kabinett Miettunen II – Martti Miettunen (Zentrumspartei) – Regierung aus Sozialdemokratischer Partei, Zentrumspartei, Volksdemokratischer Union, Schwedischer Volkspartei, Liberaler Volkspartei (30. November 1975 bis 29. September 1976)
2. Kabinett Miettunen III – Martti Miettunen (Zentrumspartei) – Minderheitsregierung aus Zentrumspartei, Schwedischer Volkspartei, Liberaler Volkspartei (29. September 1976 bis 15. Mai 1977)
3. Kabinett Sorsa II – Kalevi Sorsa (Sozialdemokratische Partei) – Regierung aus Sozialdemokratischer Partei, Zentrumspartei, Schwedischer Volkspartei, Liberaler Volkspartei, Volksdemokratischer Union (15. Mai 1977 bis 26. Mai 1979)